# Lamborghini Gallardo
Lamborghini Gallardo (gaʎˈʎardo, произн. гайярдо) — спорткар, выпускавшийся компанией Lamborghini c 2003 по 2013 год. Меньшая по размеру и мощности модель компании по сравнению с Lamborghini Murciélago. Презентация автомобиля состоялась на Женевском автосалоне в марте 2003 года. На сегодняшний день это самая массовая модель от Lamborghini — за 10 лет производства было построено 14 022 автомобиля. 25 ноября 2013 года был изготовлен последний экземпляр — родстер Gallardo в модификации LP570-4 Spyder Performante. Преемником Gallardo является представленный на Женевском автосалоне в марте 2014 года Lamborghini Huracán.

## Описание
В марте 2003 года на Женевском автосалоне была представлена новая модель компании — купе Lamborghini Gallardo. Название автомобиля происходит от испанской породы боевых быков, которая была выведена скотоводом Франсиско Гайярдо в XVIII веке. Под капотом был установлен пятилитровый двигатель V10 мощностью в 500 л.с. Ускорение от 0 до 100 км/ч занимало 4,2 секунды, а максимальная скорость была равна 309 км/ч (192 мили/ч).

### Модификации
Автомобиль, помимо стандартной версии, был представлен в нескольких модификациях: технически переосмыслённый Gallardo SE, родстер Gallardo Spyder и «облегчённое» купе Gallardo Superleggera.

#### Gallardo SE
В 2005 году компания представила ограниченную тиражом в 250 экземпляров модификацию под названием Gallardo SE. Инженеры улучшили технические характеристики автомобиля: мощность двигателя возросла до 520 л.с., а максимальная скорость — до 315 км/ч. Благодаря модифицированной коробке передач набор скорости от 0 до 100 км/ч Gallardo SE выполняет за 4 секунды. Было перенастроено рулевое колесо на более линейное и точное управление, а также были произведены изменения в настройке шасси. Рулевое колесо и шины стандартного Gallardo заменены на спортивные. Также компания изменила внешний вид автомобиля, добавив чёрные лакированные детали. Модификация имеет специальный шильдик, а цена начиналась от 141 тысячи евро.

#### Gallardo Spyder
На Франкфуртском автосалоне 2005 года Lamborghini представила открытую версию купе — родстер Gallardo Spyder. Из-за наличия механической матерчатой крыши, была произведена работа по усилению порогов и стоек лобового стекла для надёжного крепления крыши в закрытом состоянии. Механизм складывания крыши заключается в автоматическом складывании материи в отсек мотора автомобиля, а способ управления выведен на приборную панель автомобиля и производится двумя переключателями. Процесс складывания крыши занимает 20 секунд. Одновременно с процессом складывания происходит автоматическое выдвижение заднего стекла оснащённого электроприводом, которое также может быть убрано нажатием кнопки на панели управления. Автомобиль комплектуется двигателем мощностью 520 л.с., который разгоняет родстер от 0 до 100 км/ч за 4,3 секунды. Максимальная скорость с закрытым верхом 314 км/ч, с открытым — 307 км/ч. Родстер был оценён в 168 тысяч евро. В конце 2005 года журнал Playboy назвал родстер лучшим автомобилем среди суперкаров.

#### Gallardo Superleggera
Lamborghini Gallardo Superleggera был представлен в 2007 году на Женевском автосалоне. Благодаря замене части кузовных панелей на углепластиковые, удалению шумоизоляции, установке лёгких кованых колёсных дисков, углепластиковых сидений вес Superleggera по сравнению с базовой версией был снижен на 100 кг — до 1330 кг. Расцветка кузова была доступна в четырёх цветах: жёлтом, оранжевом, сером и чёрном. Модификация оснащается двигателем мощностью 530 л.с. Разгон от 0 до 100 км/ч «облегчённое» купе выполняет за 3,8 секунды. Выпуск версии был прекращён спустя год после премьеры, тираж выпуска не объявлен.

### Спецверсии
Компания выпускала и специальные версии автомобиля. Так, полицейская версия спорткара, Gallardo Polizia, был подарен итальянской государственной полиции в честь её 152-летия. Кабина автомобиля оснащена различными системами для фиксации правонарушений, а также имеет оборудование для перевозки донорских органов и оказания первой неотложной помощи. Кузов выкрашен в бело-голубые цвета полиции, с надписью «Polizia» по бокам и сзади. Проблесковый маячок на крыше автомобиля был специально оптимизирован аэродинамически, чтобы соответствовать максимальной скорости спорткара. Один экземпляр состоял на службе римской полиции, другой — болонской.
На Парижском автосалоне 2006 года Lamborghini представила спецверсию под названием Gallardo Nera. Версия имеет ограниченный тираж в 185 единиц и демонстрирует возможности программы «Ad Personam» для индивидуализации облика автомобиля. Кузов модели выкрашен в сочетании глянцевого и матового чёрного цвета. В чёрный матовый цвет также выкрашены колёсные диски. Интерьер автомобиля отличается чёрной и белой кожей. Nera комплектуется стандартным пятилитровым двигателем мощностью 520 лошадиных сил. Цена — более 160 тысяч евро.
Спустя год после победы сборной Италии в чемпионате мира по футболу 2006 года компания представила спецверсию Gallardo Italia. Кузов единственного экземпляра выкрашен, как и форма сборной, в синий цвет, который дополняют триколор итальянского флага на крыше и золотистая крышка двигателя. Салон автомобиля также выполнен в синем цвете. Цена — 230 тысяч евро.

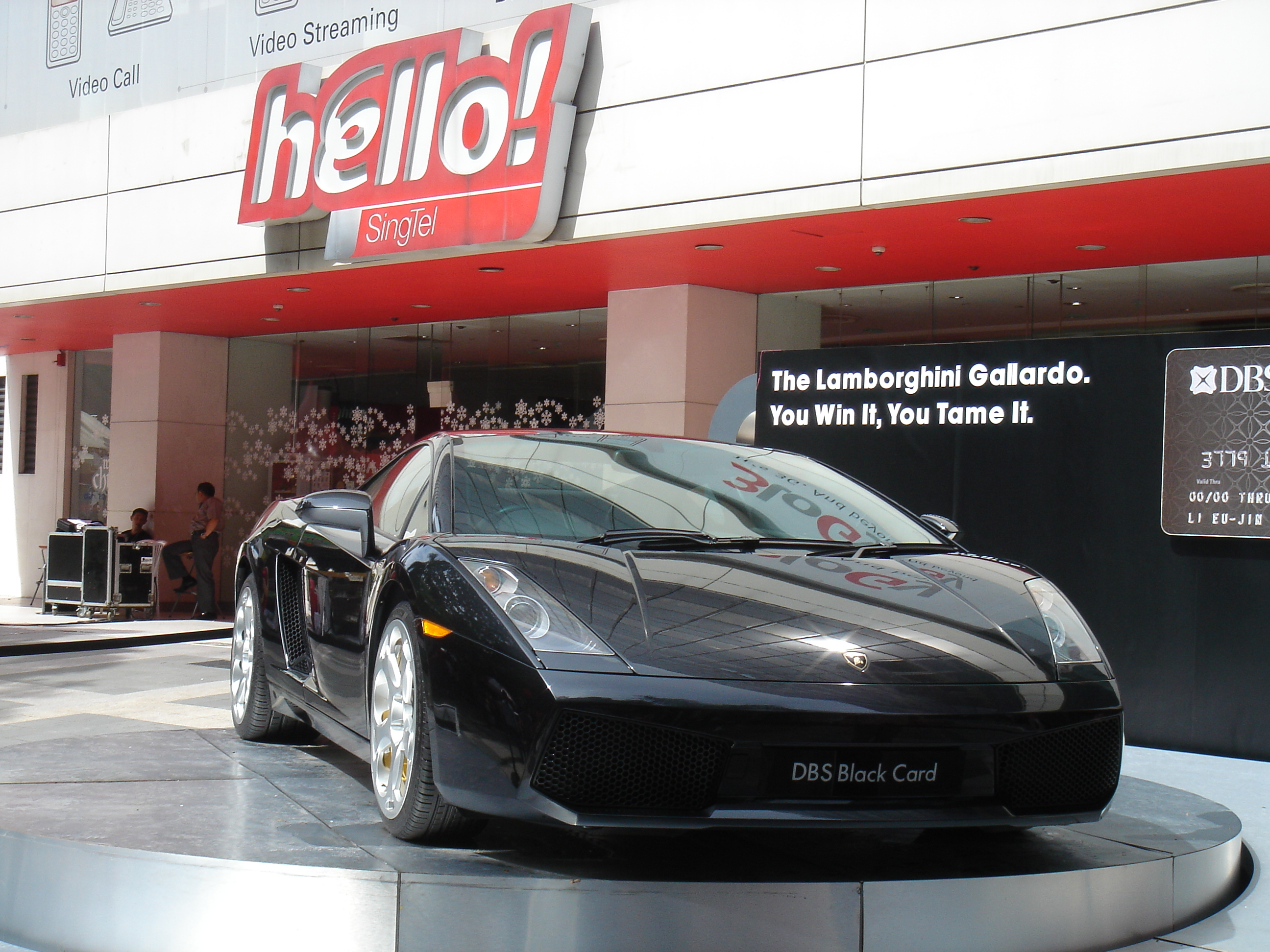
Вид спереди
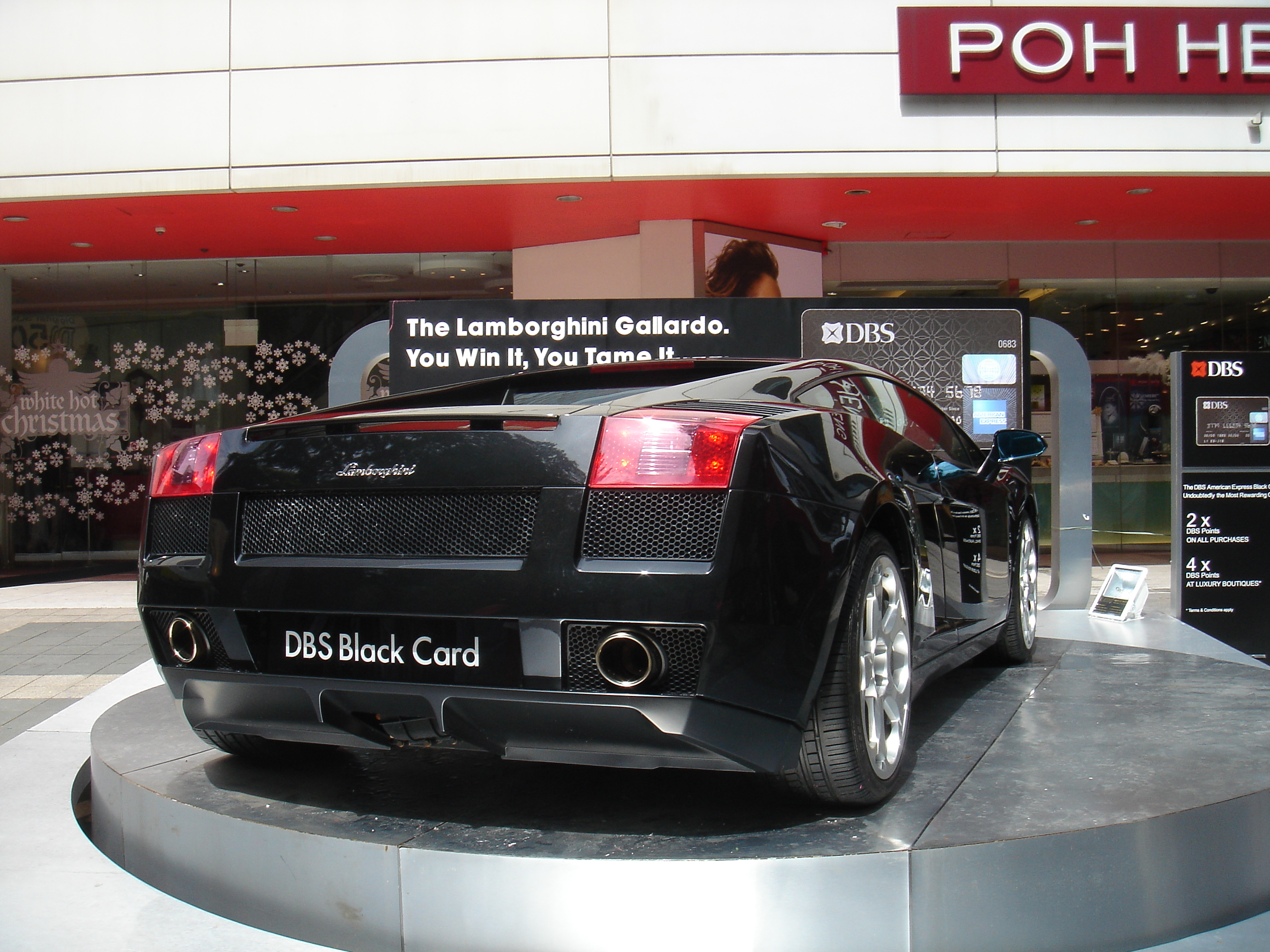
Вид сзади
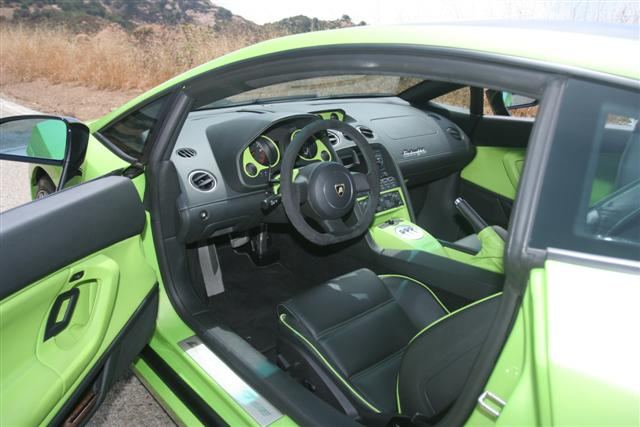
Gallardo SE с открытой дверью
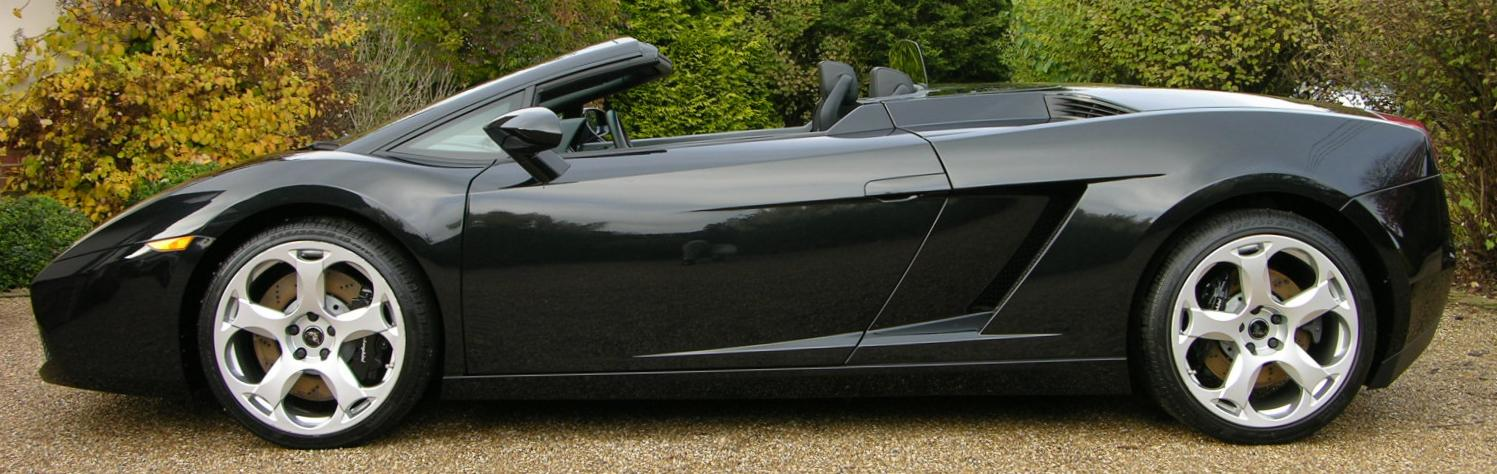
Gallardo Spyder с открытой крышей
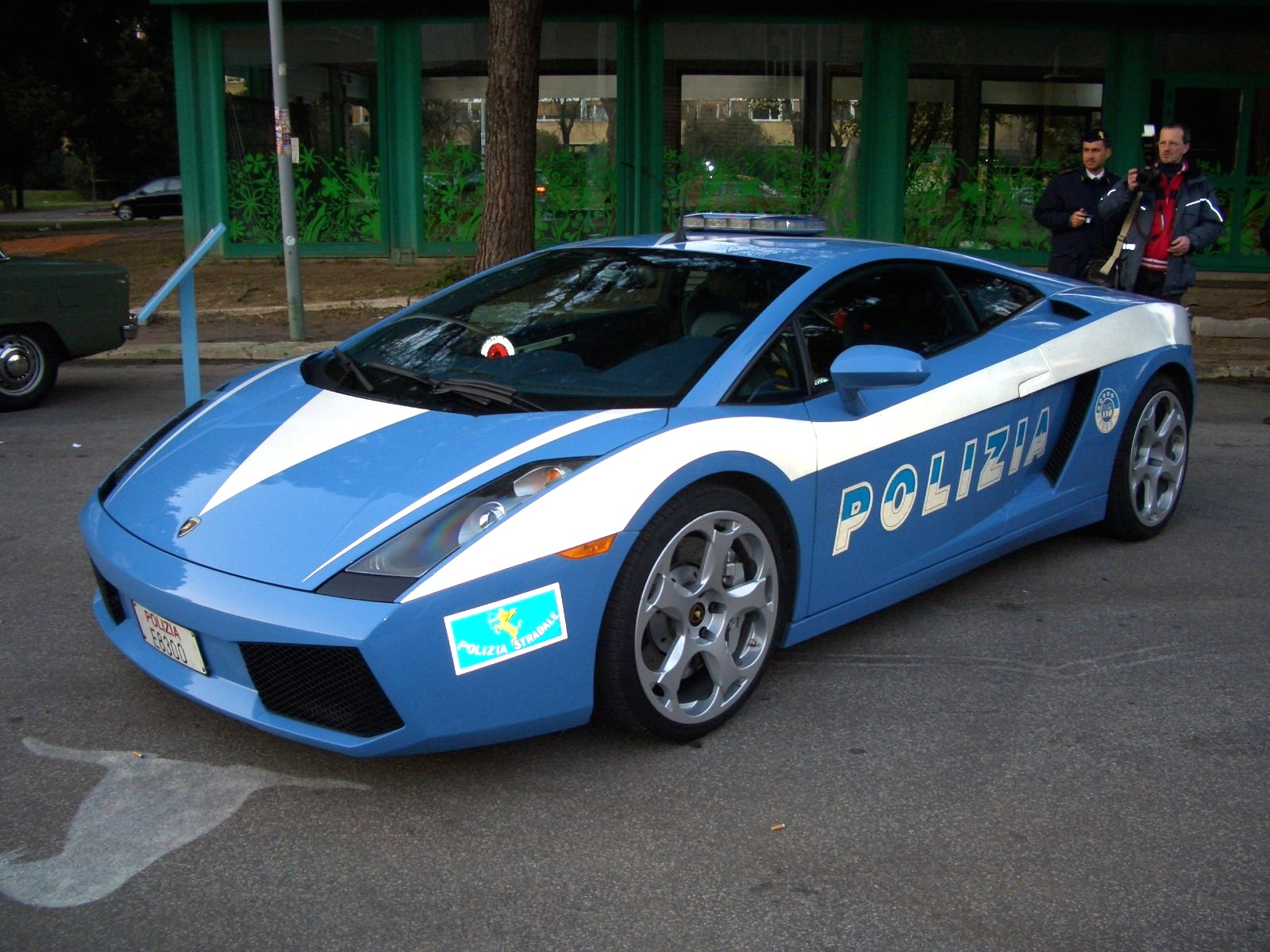
Версия Gallardo для полиции
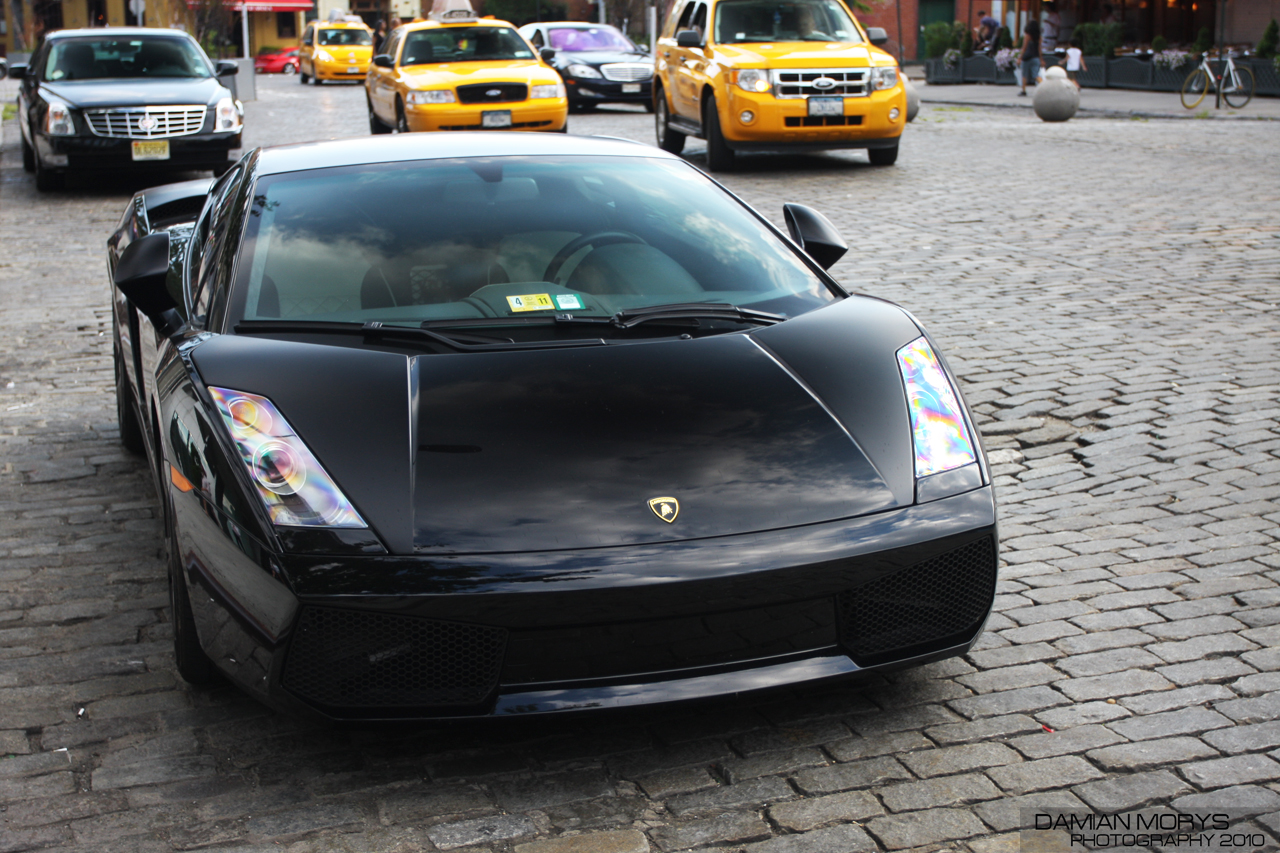
Спецверсия Gallardo Nera

## Обновление 2008 года
Через пять лет, в марте 2008 года, на женевском автосалоне была представлена обновлённая версия купе Gallardo. Lamborghini Gallardo LP560-4 изменился как внешне, так и внутренне. Спереди кузов оснастили «агрессивными» увеличенными воздухозаборниками, а в оптику встроили светодиоды; сзади же были видоизменены фары, вентиляционная решётка, установлены двойные выхлопные трубы. Объём двигателя автомобиля увеличили до 5,2 литров, а мощность возросла до 560 лошадиных сил. Максимальная скорость возросла до 325 км/ч, а разгон от 0 до 100 км/ч модель выполняет за 3,7 секунды.

### Модификации
Обновлённый Gallardo, так же как и первое поколение, производился в различных модификациях. Он был представлен в виде родстера Gallardo LP560-4 Spyder, гоночной версии Gallardo Super Trofeo, заднеприводной модели Gallardo LP550-2 Valentino Balboni, «облегчённого» купе Gallardo LP570-4 Superleggera, «облегчённого» родстера Gallardo LP570-4 Spyder Performante, дорожной версии гоночной модели Gallardo LP570-4 Super Trofeo Stradale, а также заднеприводного родстера Gallardo LP550-2 Spyder.

#### Gallardo LP560-4 Spyder
Открытая версия купе LP560-4 была представлена на автосалоне в Лос-Анджелесе в ноябре 2008 года. Как и купе LP560-4, родстер оснащён двигателем V10 объёмом 5,2 литра мощностью 560 лошадиных сил, который разгоняет автомобиль до сотни за 4 секунды, а максимальная скорость составляет 324 км/ч. Тогда как время складывания мягкой крыши в сравнении с Gallardo Spyder не изменилось и равно 20 секундам.

#### Gallardo Super Trofeo
Для собственной гоночной серии под названием «Lamborghini Blancpain Super Trofeo» была создана гоночная модификация автомобиля — Gallardo Super Trofeo. Автомобиль построен на базе Gallardo LP560-4, мощность двигателя которого увеличили до 570 лошадиных сил, а вес уменьшили до 1300 килограммов. Также для автомобиля разработали аэродинамический обвес и установили регулируемое антикрыло из углепластика. Производителем планировалось выпустить 30 экземпляров по цене более 200 тысяч евро.

#### Gallardo LP550-2 Valentino Balboni
В 2009 году компания представила заднеприводную модификацию названную в честь собственного тест-пилота Валентино Бальбони. За счёт отказа от полного привода автомобиль стал легче на 30 килограмм, однако двигатель модификации дефорсирован с 560 до 550 лошадиных сил. Автомобиль оснащается особыми амортизаторами, пружинами, стабилизаторами поперечной устойчивости, имеет дифференциал повышенного трения, другие шины, доработанную роботизированную коробку передач E-gear. Разгон до 100 км/ч занимает 3,9 секунды, а максимальная скорость составляет 320 км/ч. Автомобиль предлагался с восемью вариантами окраски кузова и наклейками в виде белой «гоночной» полосы с золотым «тиснением», проходящими через всю машину. Объём производства — 250 экземпляров; стоимость автомобиля в Европе составила 162 тысячи евро.
Также заднеприводная версия была доступна и без приставки Valentino Balboni.

#### Gallardo LP570-4 Superleggera
Lamborghini в марте 2010 года на женевском автосалоне представила новое «облегчённое» купе Gallardo LP570-4 Superleggera. Модификация отличается широким применением углепластика для ещё большей экономии веса по сравнению с LP560-4, на базе которой она разработана. Углепластик был использован для аэродинамического обвеса, элементов днища, корпусов зеркал, крышки моторного отсека, отделки салона. Для уменьшения веса также была использована алькантара в салоне и поликарбонат вместо стекла в боковых и заднем окнах. В итоге вес автомобиля составил 1340 килограмм, что на 70 килограмм меньше, чем вес стандартного купе, но на 10 килограмм больше, чем у предыдущей Superleggera. Максимальная скорость в сравнении со стандартным купе не изменилась, тогда как разгон от 0 до 100 км/ч Superleggera выполняет за 3,4 секунды, до 200 км/ч — 10,2 секунд. Также снижено среднее потребление топлива.

#### Gallardo LP570-4 Spyder Performante
В ноябре 2010 года на автосалоне в Лос-Анджелесе компания представила «облегчённую» версию родстера. Главное отличие от обычного спайдера — углепластиковые диффузор, антикрыло, аэродинамические обвесы, крышка моторного отсека и отделения для мягкой складывающейся крыши, внутренние элементы декора. Благодаря этому масса автомобиля составила 1485 килограмм. Модель оснащена двигателем V10 объёмом 5,2 литра мощностью 570 лошадиных сил, разгоняющий родстер от 0 до 100 км/ч за 3,9 секунды.

#### Gallardo LP570-4 Super Trofeo Stradale
В сентябре 2011 года на франкфуртском автосалоне был представлен автомобиль, получивший название Lamborghini Gallardo LP570-4 Super Trofeo Stradale. Модификация представляет собой «дорожную» версию модели Gallardo Super Trofeo и комплектуется таким же 5,2-литровым двигателем, который способен работать с мощностью в 570 лошадиных сил. Автомобиль весом 1340 килограмм до 100 километров в час разгоняется за 3,4 секунды.

#### Gallardo LP550-2 Spyder
Модификация родстера Gallardo LP550-2 Spyder была представлена в ноябре 2011 года. Родстер оснащён двигателем V10 объёмом 5,2 литра мощностью 550 лошадиных сил и задним приводом. Автомобиль имеет перенастроенные амортизаторы, задний дифференциал повышенного трения на задней оси и доработанную аэродинамику. В сравнении с полноприводной открытой моделью Gallardo LP560-4 Spyder данная заднеприводная модификация легче на 30 кг. Также разгон до 100 километров в час занимает 4,2 секунды, что на две десятых секунды медленнее полноприводного спайдера. Максимальная скорость автомобиля составляет 319 километров в час.

### Спецверсии
В октябре 2008 года компания передала итальянской государственной полиции новую «полицейскую» версию (Gallardo LP560-4 Polizia), созданную уже на основе Gallardo LP560-4. Автомобиль, как и предыдущая версия, выкрашен в бело-голубые цвета и оснащён современным полицейско-медицинским оборудованием. 30 сотрудников полиции прошедшие спецподготовку в области использования медицинского оборудования и навыков скоростного вождения получили доступ к управлению новым Gallardo LP560-4 Polizia.
Компания, отмечая двухлетие своего монокубка «Lamborghini Blancpain Super Trofeo», представила спецверсию Gallardo LP570-4 Blancpain Edition в честь спонсора — швейцарского производителя часов Blancpain. Автомобиль построен на базе «облегчённого» купе Gallardo LP570-4 Superleggera, на который установили антикрыло и непрозрачную крышку двигателя от гоночной модели Super Trofeo. Из-за массивного антикрыла максимальная скорость спецверсии, в отличие от базовой Superleggera, составляет 320 км/ч. Чёрный кузов дополняют жёлтые надписи «JB 1735». Надписями «JB 1735» и «Blancpain» также украшен и чёрный салон автомобиля, с жёлтой прострочкой на сиденьях и передней панели.
Специальная версия Lamborghini Gallardo LP560-4 Bicolore, представленная в январе 2011 года на катарском автосалоне, выполнена в двухцветном дизайне. На выбор доступно пять основных цветов: жёлтый (Giallo Midas), оранжевый (Arancio Borealis), серый (Grigio Telesto), белый (Bianco Monocerus) или синий (Blu Caelum), а крыша, стойки, воздухозаборники и верхняя часть заднего диффузора для контраста выкрашены в чёрный (Noctis Black). Чёрная кожа, использованная в отделке салона, дополняется строчкой того же цвета, что и кузов автомобиля. Gallardo LP 560-4 Bicolore был выпущен для Европейского и Азиатского региона, а для североамериканского рынка спецверсия доступна в модификации с задним приводом — LP550-2.
В марте 2011 года компания Lamborghini представила спецверсию заднеприводной модификации Gallardo LP550-2, которую они назвали Tricolore в честь 150-летия объединения Италии. Данная версия получила трёхцветную полосу в традиционных цветах итальянского флага, которая идёт сверху по всей длине автомобиля, включая сиденье водителя.
Для китайского рынка в июне 2012 года была представлена спецверсия Gallardo LP560-4 Gold Edition в количестве 10 экземпляров и стоимостью на 200 тысяч долларов больше чем стандартный Gallardo LP560-4. Автомобиль выкрашен в цвета золотой металлик и имеет новую крышку двигателя. В салоне же руль и сиденья украшены красной прострочкой.
В июле 2012 года компания представила спецверсию для японского рынка — Gallardo LP560-4 Bianco Rosso. Версия создана в честь 45-летия продаж автомобилей Lamborghini в Японии. Автомобиль выкрашен в бело-красные цвета японского флага: белый кузов дополняют красные боковые зеркала, крышка двигателя, тормозные суппорты. Интерьер чёрно-красный. Спецверсия выпущена в 10 экземплярах.
В рамках парижского автосалона компания представила спецсерию под названием Edizione Tecnica, которую отличает новый набор опций для «облегчённых» моделей — Gallardo LP570-4 Superleggera и LP570-4 Spyder Performante. Набор опций включает в себя углепластиковые элементы, стационарное антикрыло, углерод-керамические тормоза. Окраска кузова автомобиля представлена в трёх вариантах: чёрный матовый с оранжевыми деталями, белый матовый с оранжевыми деталями, оранжевый с чёрными матовыми деталями.
В 2013 году, отмечая пятидесятилетие компании, Lamborghini представила спецверсию заднеприводного купе — Gallardo LP560-2 50° Anniversario. Модель отличается двигателем в 560 лошадиных сил, антикрылом из углепластика от Superleggera и прозрачной крышкой двигателя. Также автомобиль имеет эмблему с цифрой 50.

Gallardo Final Edition
в 2013 году компания выпустила прощальных 50 экземпляров спец версии Gallardo LP560-4 Final Edition. У каждой есть на водительской двери табличка из карбона 50 (компания произвела всего 50 единиц). Отличительной особенностью внешнего вида стал передний и задний бампер.  

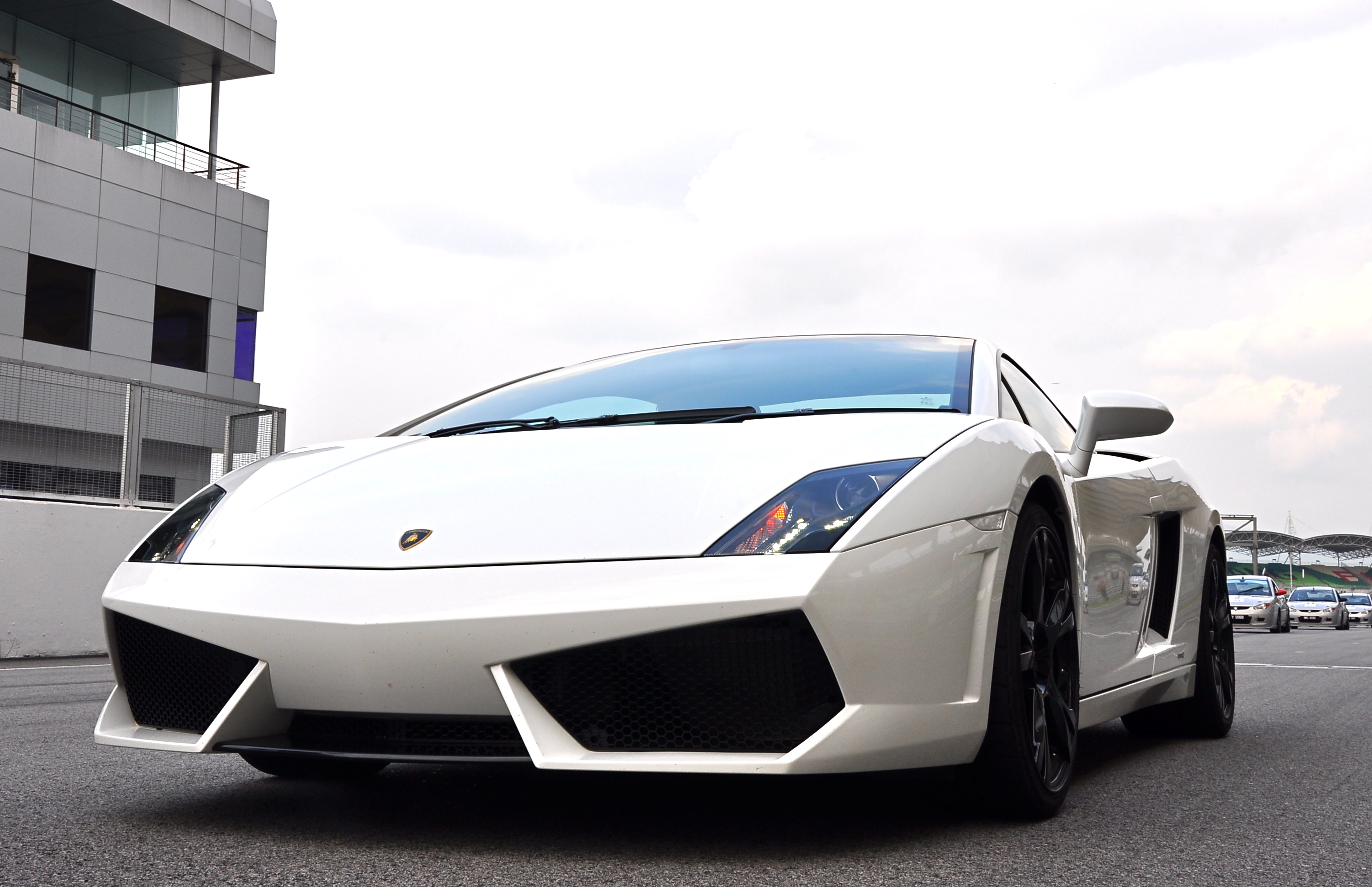
Обновлённый Gallardo (вид спереди)
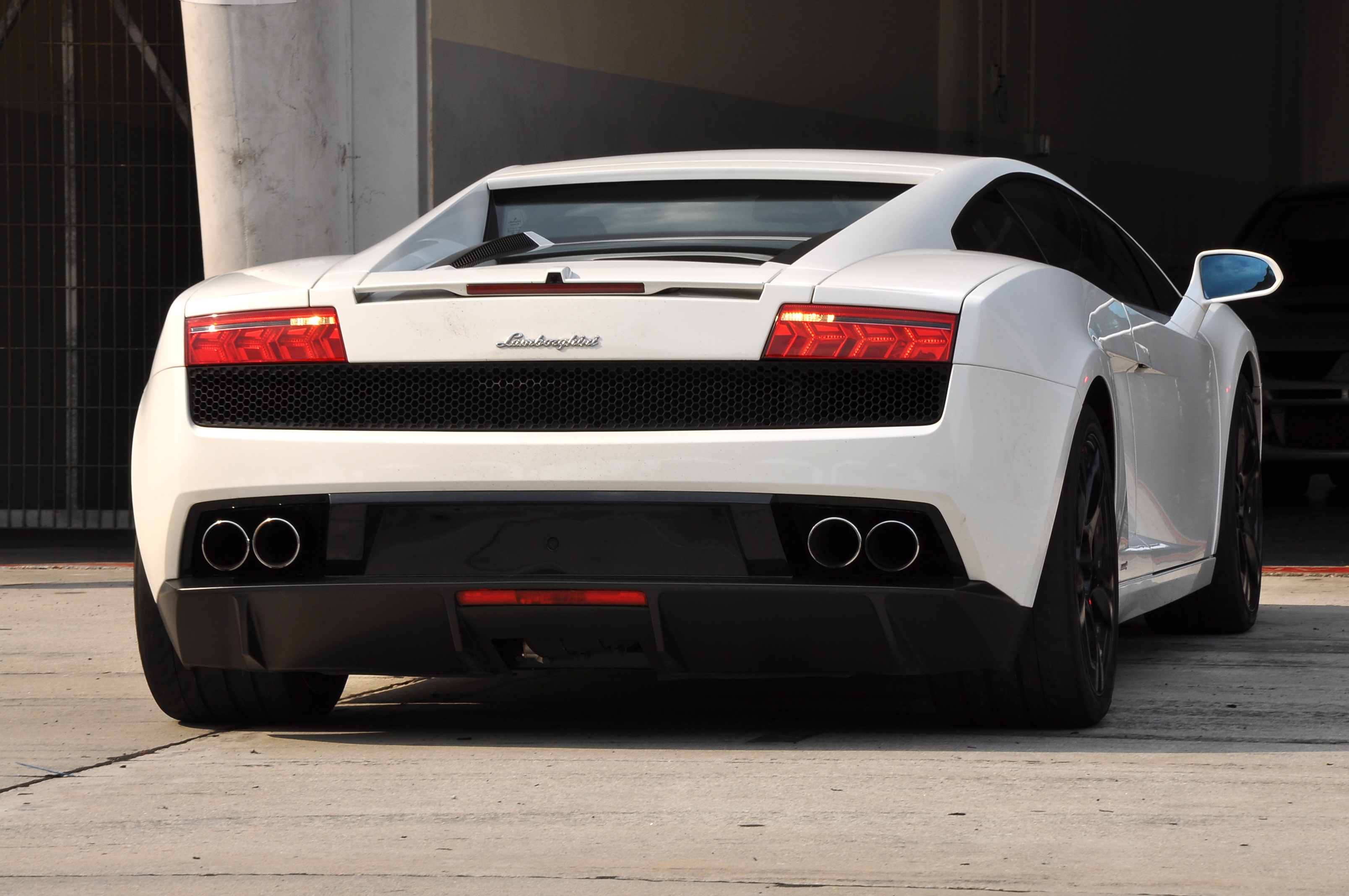
Обновлённый Gallardo (вид сзади)
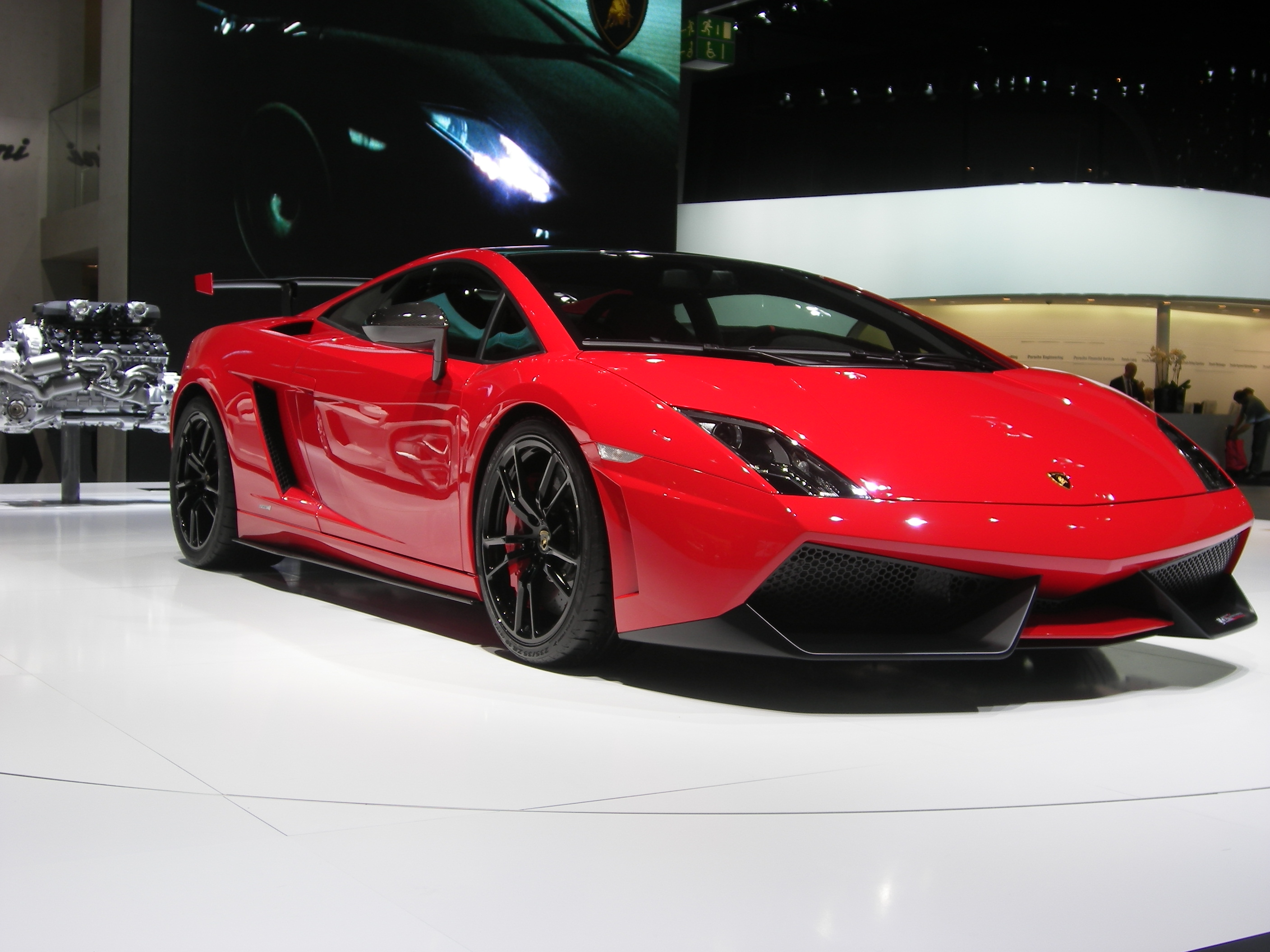
Lamborghini Gallardo Super Trofeo Stradale
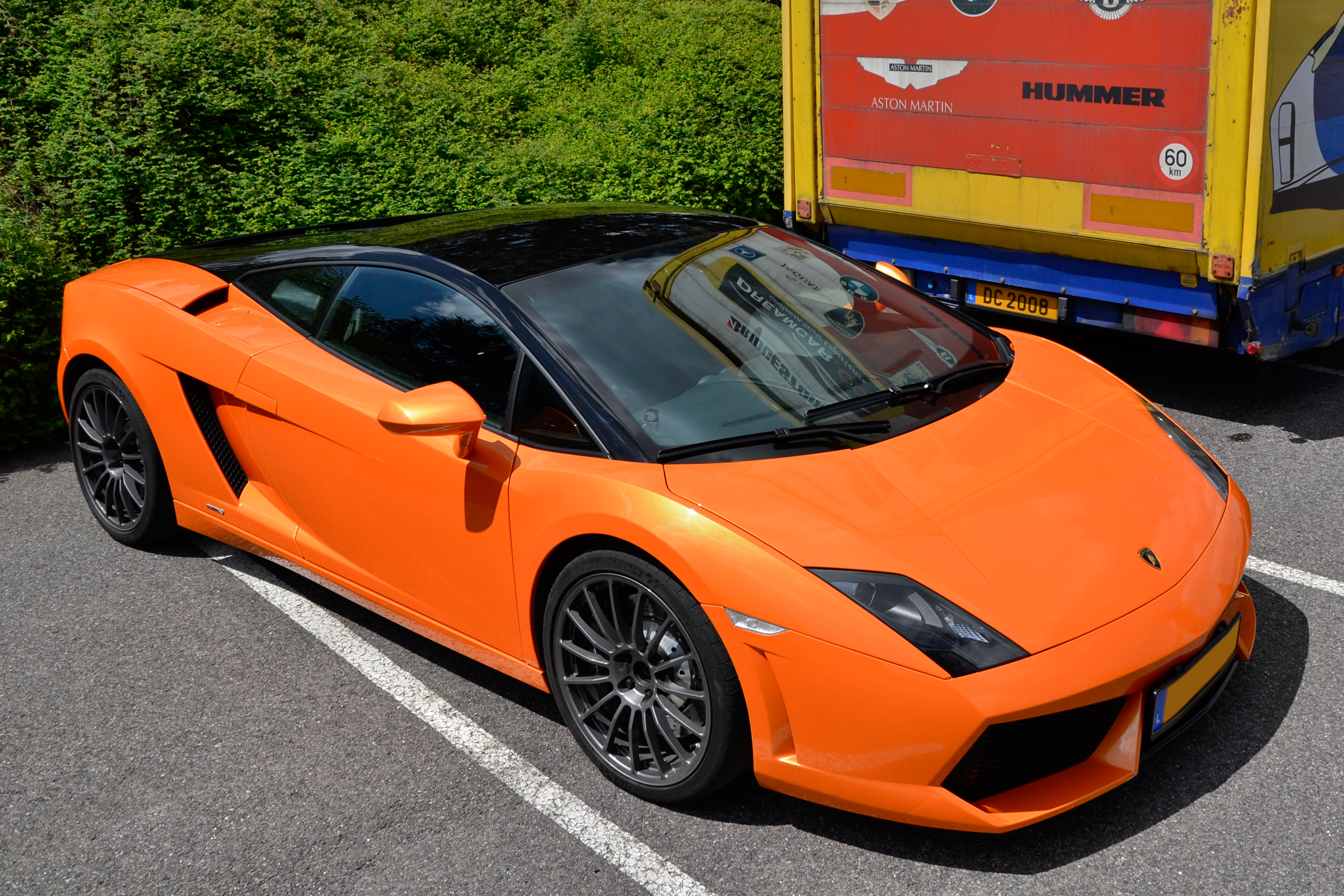
Спецверсия Lamborghini Gallardo Bicolore
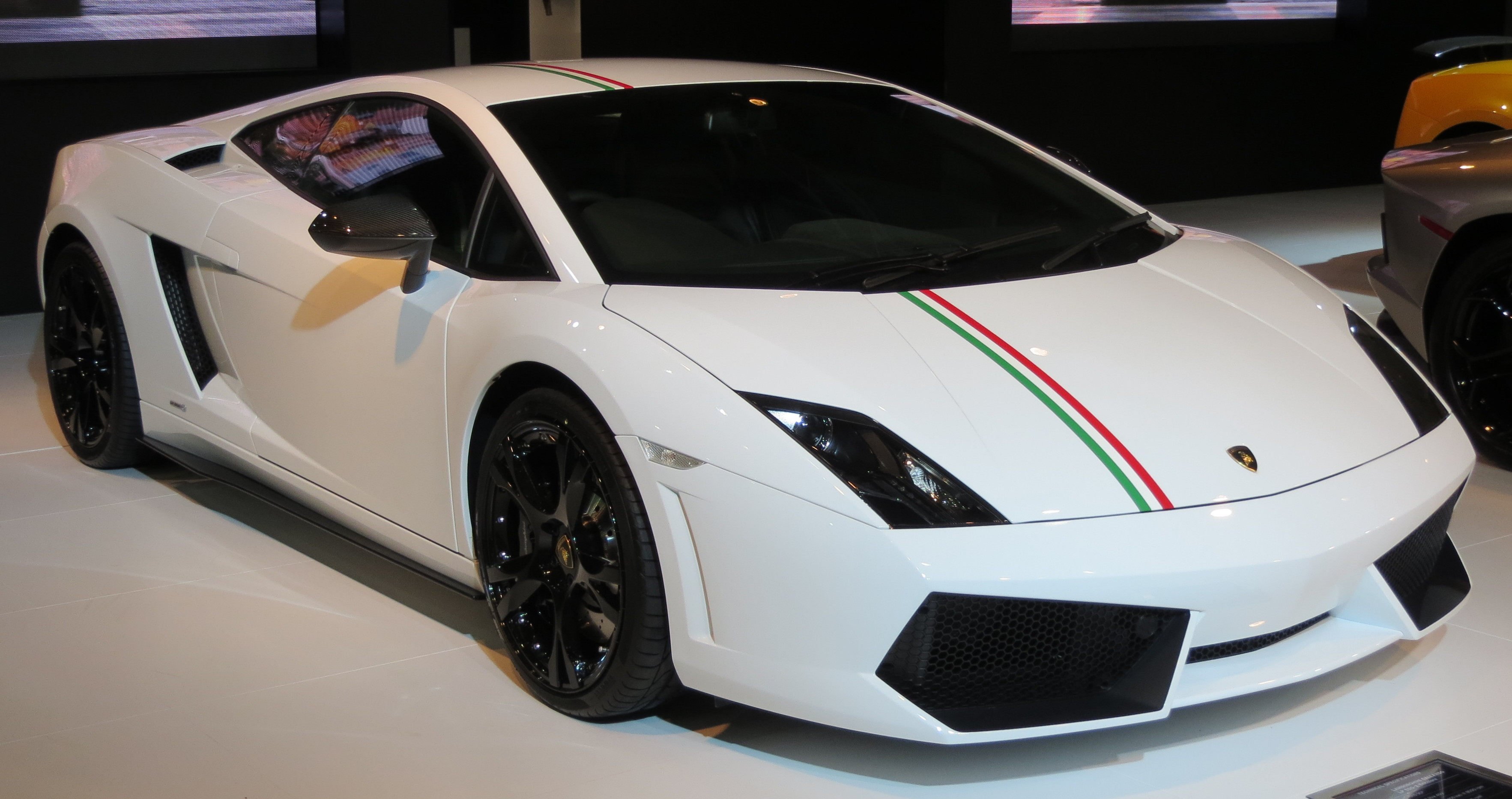
Спецверсия Lamborghini Gallardo Tricolore
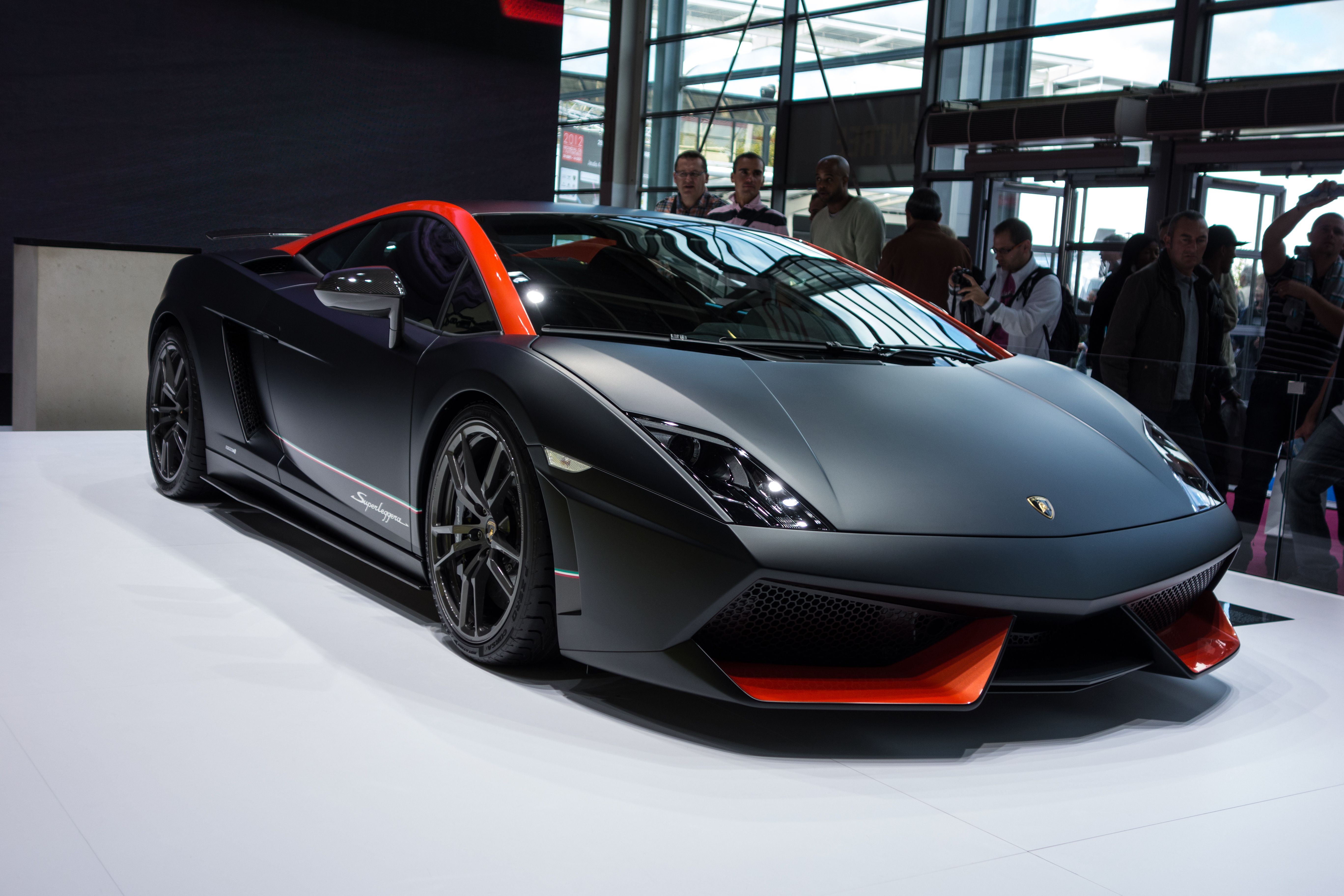
Купе спецверсии Edizione Tecnica

## Обновление 2012 года
В сентябре 2012 года на парижском автосалоне компания представила очередное обновление купе Gallardo. Обновление коснулось внешнего облика автомобиля, для которого были использованы новые передние и задние бамперы с изменёнными формами воздухозаборников и воздухоотводов соответственно.

### Модификации
На основе обновлённой версии купе Lamborghini создала две модификации: открытую версию Gallardo LP560-4 Spyder и гоночный вариант купе Gallardo LP570-4 Super Trofeo.

#### Gallardo LP560-4 Spyder
Родстер, на основе обновлённого купе, был представлен на следующий месяц. Обновлённая версия получила те же визуальные изменения, что и купе.

#### Gallardo LP570-4 Super Trofeo
В том же октябре 2012 года была представлена версия Super Trofeo 2013-го модельного года — Gallardo LP570-4 Super Trofeo. В обновлённой версии инженерами были проведены работы по улучшению аэродинамики, тормозов и динамических характеристик автомобиля. Мощность двигателя была увеличена до 570 лошадиных сил.

### Спецверсии
Летом 2013 года компания представила спецверсию под названием Gallardo LP570-4 Squadra Corse. Автомобиль назван в честь спортивного подразделения компании, которое управляет всеми видами мотоспорта Lamborghini. Модель создана на основе обновлённого гоночного Super Trofeo, но предназначена для дорог общего пользования. Кузов предлагался в четырёх цветах: жёлтом, белом, сером и красном. По бокам кузов украшен полосками в цветах итальянского флага.

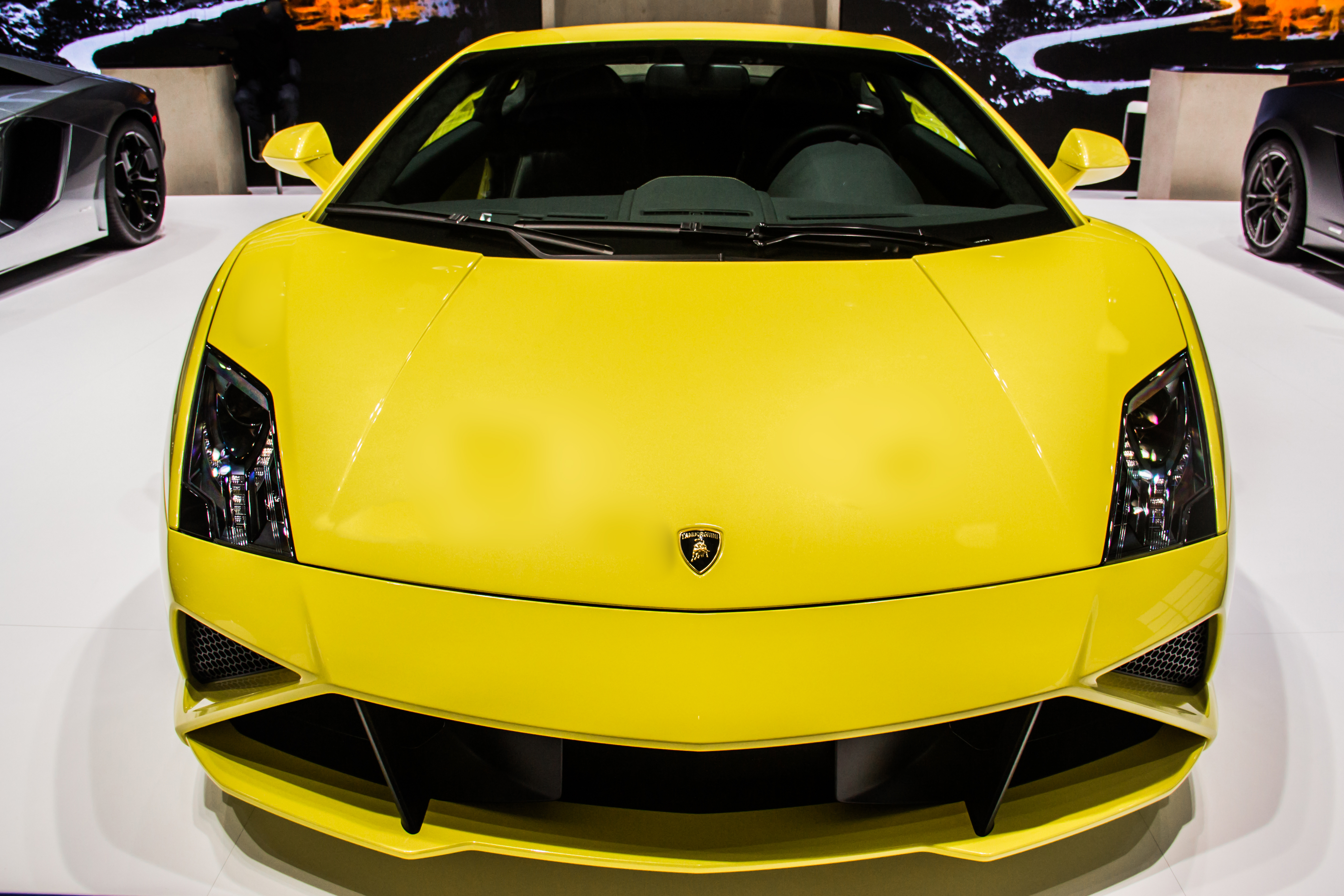
Обновлённый Gallardo (вид спереди)
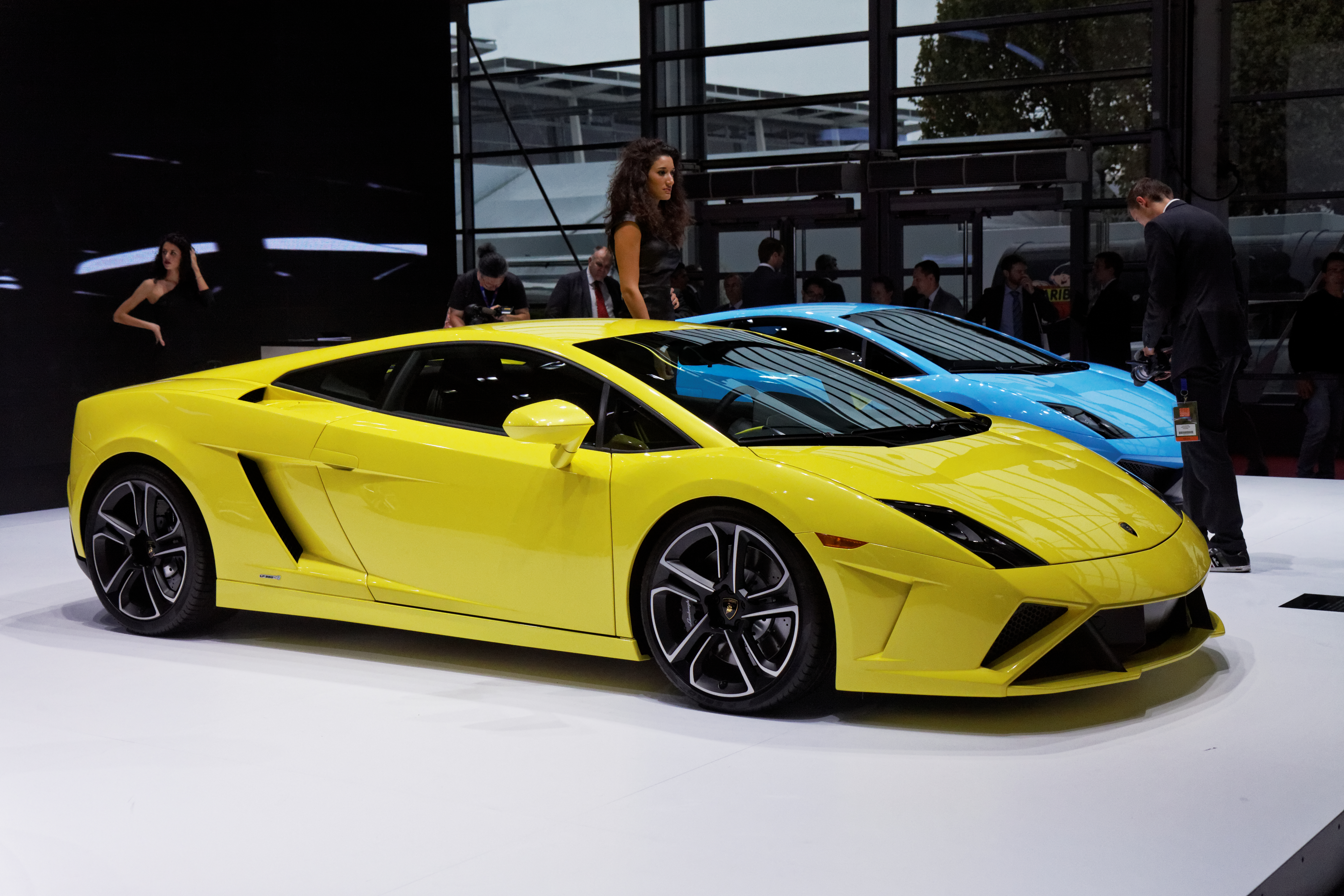
Обновлённый Gallardo (вид сбоку)
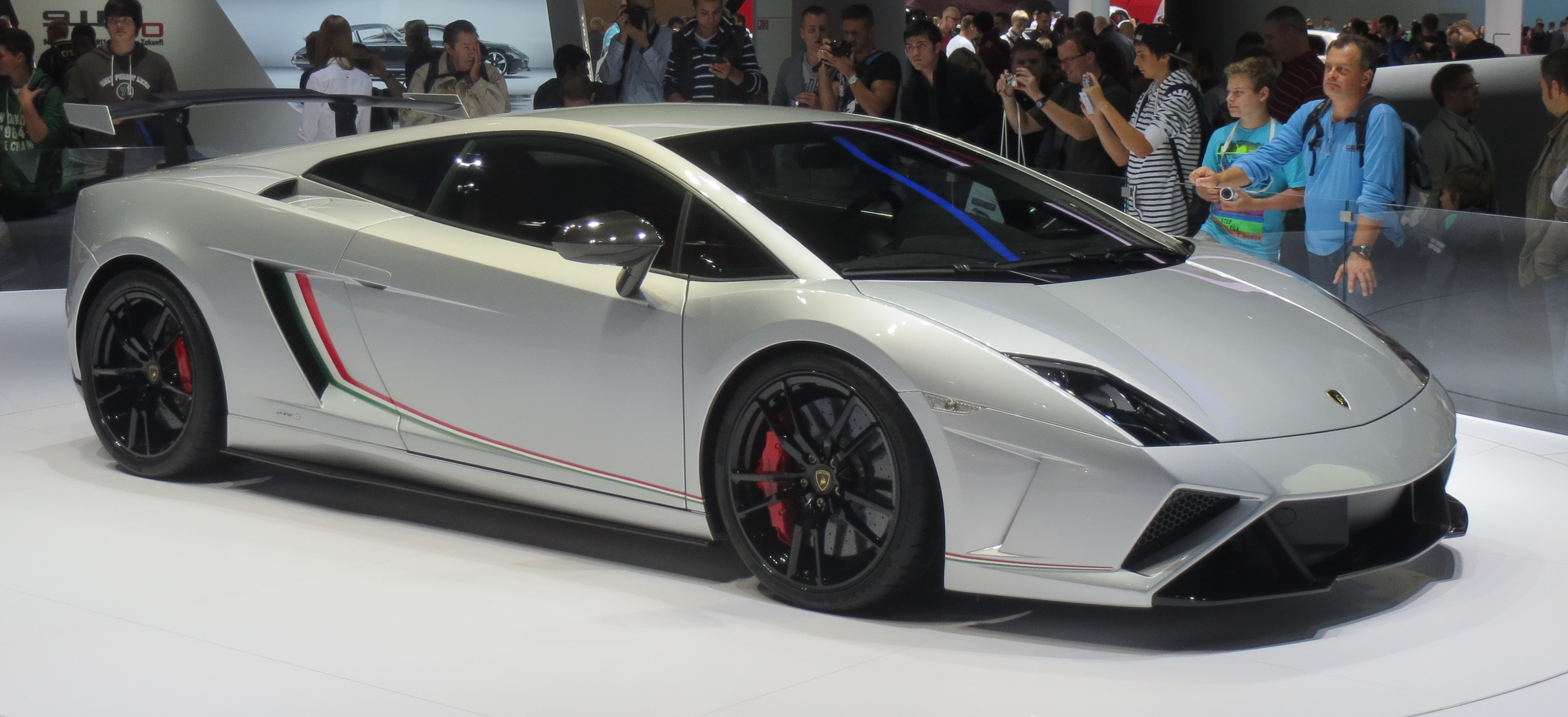
Спецверсия Squadra Corse